# Zexcs
Zexcs (ゼクシズ?, Zekushizu) è un piccolo studio di animazione giappone situato a  Koganei, Tokyo in Giappone, fondato il 23 gennaio 1998. Ha partecipato a produzioni come Mai-HiME, Sister Princess e Speed Grapher. Coopera con un altro studio d'animazione, Feel.

## Produzioni
| Titolo                                            | Tipo     | Anno        |
| ------------------------------------------------- | -------- | ----------- |
| Tokyo Juushouden                                  | OAV      | 1999-2000   |
| Sister Princess                                   | serie TV | 2001        |
| Sister Princess RePure                            | serie TV | 2002        |
| Haruka Naru Toki no Naka de                       | OAV      | 2002-2003   |
| Happy World!                                      | OAV      | 2002-2003   |
| Kikou Sen'nyo Rouran                              | serie TV | 2002-2003   |
| D.C. ~Da Capo~                                    | serie TV | 2003        |
| Final Approach                                    | serie TV | 2004        |
| Sukisho                                           | serie TV | 2005        |
| Growlanser IV                                     | OAV      | 2005        |
| Canvas 2 ~Niji Iro no Sketch~                     | serie TV | 2005-2006   |
| Eureka Seven                                      | serie TV | 2005        |
| Mamoru-kun ni Megami no Shukufuku wo!             | serie TV | 2006-2007   |
| Saishū Shiken Kujira                              | serie TV | 2007        |
| Rental Magica                                     | serie TV | 2007-2008   |
| H2O: Footprints in the Sand                       | serie TV | 2008        |
| Macademi Wasshoi!                                 | serie TV | 2008        |
| Wagaya no Oinari-sama                             | serie TV | 2008        |
| Da Capo: If                                       | OAV      | 2008-2009   |
| Umi monogatari ~anata ga ite kureta koto~         | serie TV | 2009        |
| Say "I love you"                                  | serie TV | 2012        |
| Aku no hana                                       | serie TV | 2013        |
| Aruvu Rezuru: Kikaijikake no Yōseitachi           | film     | 2013        |
| Jewelpet Twinkle☆: A Rainbow of Smiles Doki☆Doki! | OAV      | 2013        |
| Mangaka-san to Ashisutanto-san to                 | OAV      | 2014        |
| Nozo × Kimi                                       | OAV      | 2014-2015   |
| Ketsuekigata-kun!                                 | serie TV | 2015 - 2016 |
| Hyeoraekyeonge Gwanhan Gandanhan Gochal)          | serie TV | 2015-2016   |
| Kurage no shokudō                                 | OAV      | 2016        |
| Fune o Amu                                        | serie TV | 2016        |
| Frame Arms Girl                                   | serie TV | 2017        |
| Kimi no hikari ~Asagao to Kase-san.~              | ONA      | 2017        |
| Kase-san                                          | serie TV | 2018        |
| Rokuhōdō Yotsuiro Biyori                          | serie TV | 2018        |
| Frame Arms Girl: Kyakkyau Fufu na Wonderland      | film     | 2019        |
| Shadowverse                                       | serie TV | 2020-2021   |
| Backflip!!                                        | serie TV | 2021        |
| Backflip!!                                        | film     | 2022        |
| Shadowverse Flame                                 | serie TV | 2022-2024   |
| Akane Banashi                                     | serie TV | 2026        |